# Pál Schmitt
Pál Schmitt (13 de maio de 1942) é um ex-esgrimista e político húngaro. Foi presidente da Hungria de 6 de agosto de 2010 a 2 de abril de 2012. Foi presidente do Comitê Olímpico Nacional húngaro e vice-presidente do Comitê Olímpico Internacional de 1995 a 1999.

## Carreira política
Foi eleito presidente da Hungria por 263 votos a 59 em votação realizada no parlamento húngaro e assume o poder em 6 de agosto de 2010 sucedendo László Sólyom.
Em 2009, Schmitt, ligado à Fidesz — União Húngara Cívica, foi eleito membro do Parlamento Europeu, em cargo no Partido Popular Europeu, e assumiu a vice-presidência do Comitê de Cultura e Educação do Parlamento Europeu.
Em 14 de julho de 2009, Schmitt também foi eleito um dos 14 vice-presidentes do Parlamento Europeu, sucedido por László Tőkés.

## Carreira esportiva
Schmitt foi um esgrimista bem-sucedido antes de entrar para a política. Conquistou duas medalha de ouro na prova de espada por equipes nos Jogos Olímpicos de 1968, na Cidade do México, e nos Jogos Olímpicos de 1972, em Munique. Mais tarde tornou-se Chefe de Protocolo do Comitê Olímpico Internacional (IOC) e presidiu a Associação Mundial de Olímpicos entre 1999 e 2007.

## Carreira académica
Doutorou-se em 1992 pela Universidade de Educação Física, integrada entretanto na de Medicina.
Em 2012, o Conselho de Doutores da Universidade de Medicina "Semmelweis", de Budapeste, retirou o título de doutor a Pál Schmitt, por plágio. Uma grande maioria dos membros do conselho docente da universidade, 33 votos, manifestou-se a favor da retirada do título de doutor a Schmitt, com apenas quatro académicos a recusarem a medida.
No dia 2 de abril, Pál Schmitt apresentou ao Parlamento húngaro a sua renúncia, devido ao caso dividir a opinião do país, mas irá contestar os dados da universidade.